# Jeleniowski Park Krajobrazowy
Jeleniowski Park Krajobrazowy – park krajobrazowy położony w województwie świętokrzyskim. Obejmuje tereny Pasma Jeleniowskiego, Gór Świętokrzyskich, oraz przylegające do niego doliny rzek Dobruchny i Koprzywianki. Zajmuje powierzchnię 42,182 km², a jego otulina 106,38 km².

## Rezerwaty przyrody na terenie parku
- Góra Jeleniowska
- Małe Gołoborze
- Szczytniak
- Wąwóz w Skałach (w otulinie)